# NGC 371
NGC 371 è un ammasso stellare all'interno della Piccola Nube di Magellano, situata nella costellazione Tucano.